# Uniwersytet Dyneburski
Uniwersytet Dyneburski (łot. Daugavpils Universitāte, DU) – łotewska uczelnia z siedzibą w Dyneburgu, jeden z pięciu uniwersytetów istniejących na Łotwie.

## Historia
Uniwersytet powstał w 1921 r. jako Zawodowa Szkoła Pedagogiczna. W czasach radzieckich zmieniono jej nazwę na Dyneburski Instytut Pedagogiczny. W 1993 r. uczelnię przekształcono w Dyneburski Uniwersytet Pedagogiczny, a od 2001 r. nosi ona obecną nazwę.

## Wydziały
- Nauk Humanistycznych i Społecznych
- Nauk Przyrodniczych i o Ochronie Zdrowia